# Enéas Carneiro
Enéas Ferreira Carneiro (Rio Branco, 5 de novembro de 1938 – Rio de Janeiro, 6 de maio de 2007) foi um polímata brasileiro, mais conhecido por sua atuação como cardiologista e político. Considerado uma liderança do conservadorismo nacionalista no Brasil, fundou o extinto Partido de Reedificação da Ordem Nacional (PRONA). Foi filiado a ele de 1989, sua fundação, até 2006, quando ocorreu a fusão do PRONA com o antigo Partido Liberal (PL), surgindo o Partido da República (PR), atualmente Partido Liberal (PL), ao qual Enéas foi filiado de 2006 a 2007, ano de sua morte.
Em sua juventude, Enéas se interessou pela leitura dos textos de Friedrich Engels, tornando-se num entusiasta do socialismo científico. Segundo suas próprias palavras, ele sonhava com a União Soviética que emergia na Guerra Fria, mas deixou de ser socialista porque "quando o Estado toma conta dos meios de produção, a competição some, e satisfeitas as necessidades básicas, como habitação, a sociedade entra em letargia e não se desenvolve".
Após se candidatar três vezes à Presidência da República (1989, 1994 e 1998) e uma vez à prefeitura de São Paulo (2000), em 2002 foi eleito deputado federal pelo estado de São Paulo, recebendo votação recorde: mais de 1,57 milhões de votos, a segunda maior votação já registrada no país. Em 2006, com mais de 386 mil votos, reelegeu-se. Tornou-se comentado em todo o Brasil a partir de 1989, quando de sua primeira candidatura, por seu bordão "Meu nome é Enéas!", usado ao término de seus pronunciamentos no horário eleitoral gratuito.
Era conhecido por seu nacionalismo, conservadorismo moral, defesa de estatais e proposta de um sistema econômico protecionista-intervencionista, nem neoliberal, nem socialista. É rotulado, por vezes, como de extrema-direita, apesar de que Enéas rejeitava a classificação esquerda-direita, por serem "as duas faces da mesma moeda", definindo-se apenas como nacionalista. Parte da imprensa lhe associou ao integralismo, devido às supostas semelhanças entre os eleitores do PRONA e os membros da Ação Integralista Brasileira.

## Biografia

Enéas quando tinha 6 meses de idade

Enéas Ferreira Carneiro nasceu na cidade de Rio Branco, no estado do Acre, em 1938. Filho de Eustáquio José Carneiro, barbeiro, e Mina Ferreiro Carneiro, dona de casa. Perdeu o pai aos nove anos, sendo obrigado a trabalhar desde essa idade para sustentar a si e à sua mãe. Quando nasceu, sua família estava em condições de miséria. Mudou-se para Belém (Pará), com condições financeiras um pouco melhores, onde morou em um barraco e tinha como alimentação farinha e café.
Foi casado com Jamile Augusta Ferreira, que conheceu na Escola de Medicina e Cirurgia do Rio de Janeiro quando estava lendo um livro de ciências exatas, sendo abordado por ela, interessada pela leitura, posteriormente tornando-se seu namorado. O casal teve uma filha quando terminaram os estudos na escola de medicina, chamada Janete. Cinco anos mais tarde, Enéas teve outra filha, chamada Gabriela, de sua união com a fonoaudióloga Selene Maria, relacionamento que, como o anterior, não foi duradouro. Enéas, por volta de 1982, casou-se com a promotora da auditoria militar Adriana Lorandi. Com ela teve sua terceira filha, Lígia. O casal acabou se separando, pois para criar o PRONA Enéas precisou se desfazer de muitos bens. "Ela não aguentou. Torrei todo meu patrimônio, uns imóveis e joias porque queria construir o PRONA".

## Carreira

### Estudos e serviço militar
Iniciou os seus estudos no final da década de 1950, em 1958, no Rio de Janeiro, na Escola de Saúde do Exército. No ano seguinte, formou-se terceiro-sargento auxiliar de anestesiologia, sendo primeiro lugar de sua turma. Em 1960, iniciou seus estudos na Escola de Medicina e Cirurgia do Rio de Janeiro.
Em fevereiro de 1962, prestou exame vestibular para a Faculdade de Filosofia, Ciências e Letras da Universidade do Estado da Guanabara (atual UERJ), curso de licenciatura em matemática e física. Aprovado em primeiro lugar, no mesmo ano iniciou atividade como professor destas disciplinas, preparando alunos para vestibulares.

Enéas quando era estudante da Universidade do Estado da Guanabara

Formou-se médico, em 1965, pela supracitada Escola de Medicina e Cirurgia do Rio de Janeiro, pedindo então baixa do exército após oito anos de serviço ativo no Hospital Central do Exército, onde auxiliou os médicos em mais de 5 mil anestesias, já tendo recebido a medalha Marechal Hermes.
Diplomou-se, em 1968, licenciado em matemática e física pela Faculdade de Filosofia, Ciências e Letras da Universidade do Estado da Guanabara e fundou o Curso Gradiente, pré-universitário, do qual foi diretor-presidente e onde lecionou matemática, física, química, biologia e português. No ano seguinte, fez curso de especialização em cardiologia na 6.ª Enfermaria da Santa Casa da Misericórdia do Rio de Janeiro e, a partir daí, foi integrado como assistente naquele Serviço de Cardiologia.
De 1973 a 1975, fez mestrado em cardiologia na Universidade Federal do Rio de Janeiro. Nesse período ministrou também aulas de fisiologia e semiologia cardiovascular na mesma universidade. Em 1975 apresentou a primeira versão de seu famoso curso O Eletrocardiograma, no Rio de Janeiro, mais tarde ministrado em São Paulo (1983), Quito - Equador (1985) e novamente no Rio de Janeiro (1986), dessa vez como curso nacional, ocorrido no Copacabana Palace.
Apesar de ser referido como "Doutor Enéas", Enéas não defendeu uma tese de doutorado, sendo que era referido popularmente pelo título por ser um médico e uma pessoa culta. Seu título de mestre era o maior grau acadêmico de pós-graduação que obteve.
Defendeu sua dissertação de mestrado, em 1976, "Alentecimento da Condução AV", e recebeu o título de mestre em cardiologia pela UFRJ. Ainda no mesmo ano, escreveu o livro O Eletrocardiograma, referência no gênero. Publicado em 1977 e reeditado em 1987 como O Eletrocardiograma: 10 anos depois, essa obra é conhecida no meio médico como a "bíblia do Enéas". Ele chegou a trabalhar numa construção civil como apontador de obras, foi tradutor de inglês, trabalhou em açougue e foi auxiliar de escritório.

## Carreira política

### Candidaturas à presidência
Enéas fundou, em 1989, o PRONA, lançando-se imediatamente candidato à presidência nas primeiras eleições diretas do Brasil, após o período da ditadura militar. O seu tempo na propaganda eleitoral gratuita era de quinze segundos. Todavia, aliada a uma fala rápida e a um discurso inflamado e nacionalista (terminado sempre por seu bordão: "Meu nome é Enéas"), sua propaganda fez com que o então desconhecido político angariasse mais de 360 mil votos, colocando-o em 12º lugar entre 21 candidatos. A propaganda vinha sempre acompanhada pela Sinfonia n.º 5 de Ludwig van Beethoven.
Lançou-se candidato nas eleições de 1994 com o tempo 1 minuto e 17 segundos no horário gratuito. Mesmo sendo o PRONA um partido ainda sem expressão, o resultado surpreendeu os especialistas em política. Enéas foi o terceiro mais votado, com mais de 4,6 milhões de votos (7%), posicionando-se à frente de políticos consagrados, como o então governador do Rio de Janeiro, Leonel Brizola, e o ex-governador de São Paulo Orestes Quércia, ficando atrás apenas de Fernando Henrique Cardoso e Luiz Inácio Lula da Silva.
Em 1998, com 35 segundos disponíveis no horário eleitoral — na soma total, um tempo menor do que em 1989 —, Enéas expôs seu discurso defendendo questões polêmicas, como a construção da bomba atômica, a ampliação do efetivo militar e a nacionalização dos recursos minerais do subsolo brasileiro. Nas eleições presidenciais daquele ano, foi o quarto colocado, com um total de 1 447 090 votos.
Segundo o candidato, sua entrada na vida política deveu-se às reclamações de sua esposa, que estava saturada de suas queixas à situação do país e aos políticos.

### Candidatura à prefeitura de São Paulo
Em 2000 candidatou-se à prefeitura de São Paulo, obtendo 3% dos votos, e conseguiu reunir votos para a eleição de sua candidata ao legislativo, a vereadora Havanir Nimtz.
Em destaque nesta campanha, o debate na Rede Bandeirantes, quando o ex-presidente Collor não quis fazer pergunta a Enéas: "fale qualquer coisa". “Ótimo. Já que vossa excelência ex-presidente da República nada tem a dizer, eu tenho muito”, iniciou o candidato do PRONA em sua resposta, ao qual concluiu com a afirmativa: “Eu tenho tristeza em pensar que o senhor presidiu esse país”.

### Candidatura a deputado federal e reeleição
Em 2002 candidatou-se a deputado federal por São Paulo, obtendo a maior votação da história brasileira para aquele cargo: cerca de 1,57 milhão de votos, recorde que permanecia não superado até 2018, quando Eduardo Bolsonaro obteve 1,8 milhão de votos. Seu partido obteve votos suficientes para, através do sistema proporcional, eleger mais cinco deputados federais, todos homens fundadores do partido, para atuação em Brasília (mesmo com votações inexpressivas, abaixo dos mil votos).
No início de 2006, Enéas passou por sérios problemas de saúde, uma pneumonia e uma leucemia mieloide aguda, fazendo com que ele optasse por retirar sua emblemática barba, antes que a quimioterapia o fizesse. Ainda em função de seus problemas de saúde, em junho de 2006 Enéas anunciou que desistiria de sua candidatura à Presidência da República e que concorreria novamente à Câmara dos Deputados. Na nova campanha, mudou seu bordão para "Com barba ou sem barba, meu nome é Enéas". Foi reeleito com a quarta maior votação no estado de São Paulo, atingindo 386 905 votos, cerca de 1,90% dos votos válidos no estado.

### Fusão do PRONA com o PL
Após o primeiro turno das eleições presidenciais de 2006, o seu partido, o PRONA, anunciou uma fusão com o antigo Partido Liberal (PL), fundando, assim, o Partido da República (PR). A fusão ocorreu para garantir a superação da cláusula de barreira, mais tempo de TV e maior acesso ao fundo partidário. Após aguardar o registro do Tribunal Superior Eleitoral (TSE) por cerca de um mês, a fusão foi finalmente concretizada. À época, a presidência do novo partido ficou com Sérgio Tamer (PL), enquanto Enéas com a vice-presidência. Anos depois o PR voltaria a ser chamado de Partido Liberal (PL).

## Posições principais

### Espectro político
Enéas Carneiro se opôs à classificação esquerda-direita, dizendo que não via, "no mundo moderno, condição para que se fale em esquerda e direita", confirmando este pensamento em uma entrevista à IstoÉ ao ser interrogado se achava a esquerda "burra". Em resposta, o político disse que "a discussão, ao meu ver, não é mais entre esquerda e direita. É de um lado, a globalização; de outro, o Estado nacional soberano".
Em um evento realizado na Universidade de São Paulo, Enéas foi indagado por "parecer" ser um conservador, no que respondeu: “eu não pareço, eu sou conservador”. Definiu seu conservadorismo como “o respeito àquilo que é clássico”, e o “clássico não é aquilo que é velho, clássico é aquilo que é eterno”.
Ele, porém, é considerado por acadêmicos como parte da "direita envergonhada", ou seja, um membro da extrema-direita que se adaptou à retomada da democracia no país, onde ideias conservadoras e autoritárias não soavam tão bem para a sociedade em geral.

### Economia e geopolítica
No programa especial do PRONA, o candidato criticou o estado mínimo, alegando que o pensamento de que o estado deve ser o menor possível é "modernismo". Em seguida o candidato ataca a política de privatizações, alegando que elas são "negociatas feitas para transferir o formidável patrimônio público para uma minoria privilegiada de representantes legítimos do sistema financeiro internacional". Dentre suas propostas, estavam a intervenção do Estado em oligopólios e monopólios e a redução dos juros ao nível do mercado internacional.
Em seu livro Um Grande Projeto Nacional, Enéas critica várias privatizações, como a privatização da Vale e das telecomunicações: "Sua alienação é inconstitucional. Não há valor para elas (as ações da empresa) e, se houvesse, esse valor estaria acima de dois trilhões de dólares, e muito mais quando se levam em conta cenários do comércio mundial diferentes do absurdo de hoje, em que não se dá valor às riquezas naturais".
Também em seu livro, Enéas critica o neoliberalismo, definindo-o como a liberdade absoluta. "A liberdade absoluta leva a um verdadeiro massacre dos mais fracos pelos mais fortes", disse. Mais à frente, no mesmo livro, Enéas alega que o Estado defendido por ele e seus aliados é um Estado forte, técnico e intervencionista.
Para ele, o Estado deve agir, sempre que necessário, como órgão interventor, restabelecendo "a ordem, a justiça, a igualdade de oportunidades e o direito ao trabalho, à moradia, à educação, à saúde, aos transportes e à sadia necessidade de criação de riquezas, intervindo, se necessário, na produção e na Economia como um todo".
Em seu primeiro discurso parlamentar, Enéas levantava um brado contra o sistema financeiro internacional, encontrando na questão bancária a questão central da qual todas as outras decorrem. Ele declarou, categoricamente, que as potências hegemônicas neocolonialistas, carentes de suas necessidades básicas, determinam que sejam privatizadas as estatais brasileiras, subtraindo-as, assim, do controle do Estado, "lídimo representante do povo brasileiro", e continuando a obrigar ao Brasil que venda suas riquezas minerais sob preços aviltados.
Para o candidato, os Estados Unidos da América se encontravam sob a égide do sistema financeiro internacional. Ele declarou que "não há nenhuma razão para se agir como se agiu contra o Afeganistão, atingindo civis inocentes, como se está fazendo agora". Disse, ainda, que o Ministério da Defesa e as autoridades militares deveriam acordar do "sono letárgico" em que estavam fazendo o povo mergulhar, para que soubessem que, em um futuro próximo, poderia ser o Brasil no lugar do Iraque.
Em vistas de entender o processo da invasão armada americana a um país "livre e soberano", "longe [...] de representar uma preocupação com os destinos da humanidade, [...] e muito menos de significar apreço pelas condições de liberdade e de democracia do povo iraquiano", Enéas remonta ao acordo de Bretton Woods de 1944, com a definição do dólar como moeda referência nas transações internacionais, garantida por um certo equivalente em ouro depositado em Fort Knox. Após o rompimento das regras estabelecidas em Bretton Woods por Richard Nixon em 1971, os Estados Unidos passam a ser a "Casa da Moeda do Mundo". Para Enéas, a invasão do Iraque é fruto da adoção do euro como moeda de troca internacional por este país no ano 2000.
Enéas defendia ainda a suspensão unilateral do pagamento da dívida pública pelo Estado brasileiro. Para ele, a fim de combater a França e a Alemanha, dois países passíveis de retaliar o Brasil, deveria se adotar a energia da biomassa, gerando uma independência nacional do petróleo. Anos antes da formação do BRICS, Enéas dizia: "Tanto a China como a Rússia e a Índia, além de vários outros países, poderão ser excelentes parceiros comerciais, no caso de retaliações advindas do império americano".
Em 2004, na Câmara, afirmou que o Governo Lula errava ao manter os "juros altos" sob a desculpa de combate inflacionário, pois isto seria uma "mentira deslavada", dado que a inflação brasileira não era "de consumo", mas "de custos", sendo que dentre estes "os que mais pesam são as taxas de juros e os tributos", os quais "tiveram seus valores aumentados". "(...) nada, absolutamente nada foi feito no sentido de mudar o rumo da política desastrosa e desumana que esfacela a economia nacional", disse na ocasião. Neste mesmo discurso, elogiou a gestão de Vladimir Putin: "Afortunadamente, o Sr. Putin foi eleito Primeiro-Ministro em agosto de 1999 (...). Sem dúvida, os ares estão mudando desde então, e a Rússia volta a contar com sinais vitais revigorados".
Um economista estudado e referendado por Enéas foi o também pronista Adriano Benayon, que lhe auxiliou com ideias durante seu trabalho na Câmara e em campanhas. Benayon apoiava uma economia desenvolvimentista e oposta à globalização, pautando-se na concepção de soberania nacional. Enéas prefaciou seu principal livro, Globalização versus Desenvolvimento, lançado em 1998. Outra referência para Carneiro e o PRONA foi José Walter Bautista Vidal, físico e engenheiro engajado em estudos nacionalistas, voltados principalmente ao campo da exploração científica.

### Legalização das drogas
O político também se declarava contrário à legalização de drogas. Em um debate para a prefeitura de São Paulo, transmitido pela Rede Bandeirantes, Enéas foi criticado sobre sua afirmação de que Lula teria assinado uma campanha de combate a guerra às drogas. Em resposta, Enéas afirmou que um documento publicado pelo The New York Times mostra a assinatura de Lula na campanha, cujo organizador principal era George Soros, citado por Enéas como o verdadeiro dono da privatização da Vale. Enéas, em crítica ao documento, definiu-se como sendo radicalmente contra a legalização das drogas, e afirmou que "é absolutamente imperdoável que um homem público ponha sua assinatura nisto".

### Aborto e homossexualidade
Ao referir-se, em entrevista, ao aborto, Enéas disse que está dentro do projeto mundial neo-malthusiano, que visa diminuir a população brasileira para que o território não possa ser defendido, em virtude da baixa natalidade. Completou afirmando que o "aplauso ao homossexualismo" faz parte dessas políticas. Apesar de condenar a "ovação em torno do homossexualismo", o político negou atacar a existência de homossexuais. Devido às suas críticas ao que ele considera como uma ovação ao homossexualismo, Enéas foi acusado várias vezes de ser homofóbico, acusação que ele contestou em duas das entrevistas das quais participou.

### Forças armadas e ditadura militar
Em entrevista concedida ao jornal Tribuna da Imprensa, Enéas disse que pretendia, no mínimo, triplicar o efetivo das forças armadas, para ter um braço armado do povo. Na mesma entrevista, ao ser perguntado se aumentar o efetivo das forças armadas não subjugaria o povo, disse que "o respeito às forças armadas foi uma tônica não só de nossa população como de todas as outras", e depois afirmou que "no curto período em que os generais governaram o país, com um governo muito ruim, agigantou o fosso que existia entre o Brasil e as potências do atual G7", referindo-se à ditadura militar de 1964. Enéas defendia a construção da bomba atômica. "Não para jogar em ninguém, mas para sermos respeitados". Enéas afirmou à IstoÉ que isso permitiria ao país "conversar em condições de igualdade" com as potências militares globais.

### Greve, parlamentarismo e pena de morte
Ao ser entrevistado no Roda Viva da TV Cultura, afirmou que "a greve é um direito inalienável do trabalhador [...] isto é uma coisa, outra coisa é viver da greve", ao receber uma afirmação que insinuava que o político era contra o ato. Em outra entrevista, Enéas propôs uma greve geral por um dia, apelando a quem tivesse capacidade de organizá-la, como forma de alertar os dirigentes da nação.
No programa Tribuna Independente, ao ser indagado se o comunismo seria a solução, afirmou: "Não, não é. A experiência histórica é o maior de todos os mestres" e que "o comunismo nem chegou a existir, o que existiu foi o socialismo, a fase pré-comunista". Numa entrevista dada ao Programa Delas, Enéas Carneiro criticou o parlamentarismo. "Eles são uma fileira enorme de medíocres lutando contra a liderança", afirmou o político, completando com a afirmação "eles são uma fila de mentecaptos, cada um esperando sua vez de chegar ao poder".
O político também se pronunciou a respeito da pena de morte, dizendo:
| “ | Como médico eu jamais poderia apoiar a pena de morte. Como estadista, visto que isso é de uma seriedade extraordinária, faria uma consulta a população, medida que já é prevista. Como homem, se eu visse uma criança sendo estuprada, tenho certeza que nesse momento seria capaz de matar uma pessoa. | ” |

## Morte

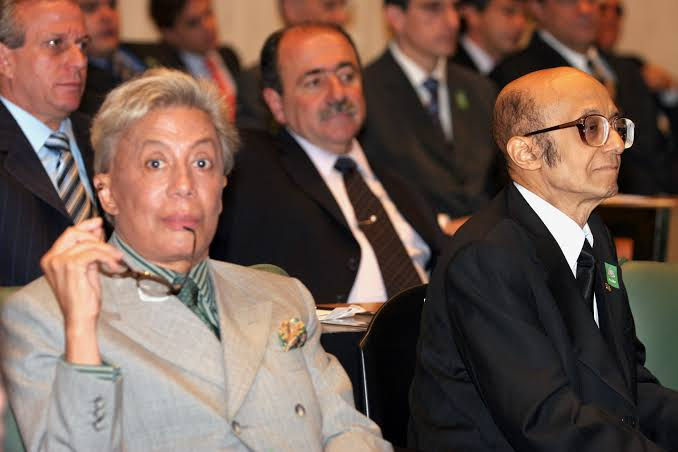
Enéas junto a Clodovil Hernandes, em dezembro de 2006. Já sem barba, por conta do tratamento de uma leucemia, feita 10 meses antes

Morreu em 6 de maio de 2007, aos 68 anos, vitimado pela leucemia mieloide aguda, após ter desistido do tratamento quimioterápico e abandonado o hospital onde era tratado, o Hospital Samaritano, por acreditar que seu tratamento não mais surtiria efeito. O seu corpo foi velado na manhã do dia 7 de maio no Memorial do Carmo e cremado na tarde do mesmo dia no crematório da Santa Casa da Misericórdia do Rio de Janeiro. O último pedido de Enéas foi que sua família jogasse suas cinzas na Baía de Guanabara.
A sua suplente na Câmara foi Luciana de Almeida Costa (PR, candidata pelo PRONA), que conseguira apenas 3 980 votos na eleição de 2006. Foi homenageado em uma passeata contra o aborto, em Brasília, no dia 8 de maio de 2007. Segundo o Partido da República, o político era um dos organizadores do evento.
Em 2017, um projeto de lei visa incluí-lo como herói da pátria e colocar seu nome no "Livro de Aço" do Panteão da Pátria e da Liberdade Tancredo Neves. Um projeto de lei para denominar patrono da eletrocardiografia foi aprovado na Câmara, mas arquivado no Senado.

## Desempenho eleitoral
| Ano  | Eleição                | Partido | Cargo            | Votos     | %     | Resultado  | Ref    |
| ---- | ---------------------- | ------- | ---------------- | --------- | ----- | ---------- | ------ |
| 1989 | Presidencial no Brasil | PRONA   | Presidente       | 360 578   | 0,53% | Não Eleito | [ 74 ] |
| 1994 | Presidencial no Brasil | PRONA   | Presidente       | 4 671 457 | 7,38% | Não Eleito | [ 75 ] |
| 1998 | Presidencial no Brasil | PRONA   | Presidente       | 1 447 089 | 2,14% | Não Eleito | [ 76 ] |
| 2000 | Municipal de São Paulo | PRONA   | Prefeito         | 190 844   | 3,46% | Não Eleito |        |
| 2002 | Estaduais em São Paulo | PRONA   | Deputado Federal | 1 573 642 | 8,02% | Eleito     |        |
| 2006 | Estaduais em São Paulo | PRONA   | Deputado Federal | 386 905   | 1,90% | Eleito     |        |

## Livros
- O Eletrocardiograma (1977)
- O Eletrocardiograma - 10 Anos Depois (1987) - Reedição comemorativa
- Um Grande Projeto Nacional (1994) - Livro lançado pelo PRONA para a campanha presidencial de 1994
- O Brasil em Perigo (1996)
- Um Grande Projeto Nacional (1998) - Livro lançado pelo PRONA para a campanha presidencial de 1998